# Compagnie française de distribution cinématographique
La Compagnie française de distribution cinématographique, dite CFDC, fut l'une des principales sociétés de distribution de films en France de 1959 à 1979. Elle fut fondée par UGC et la Société des Films Sirius.

## Historique
Afin de réduire les frais de gestion et d'augmenter le nombre de films à distribuer, l'Union Générale Cinématographique (UGC) conclut un accord avec La Société des films Sirius le 13 décembre 1958, portant sur la création d'une filiale commune détenue à parts égales : la Compagnie française de distribution cinématographique, dite CFDC.
La CFDC prend la suite de la Société Paris-Exploitation Cinémas, créée en juin 1938. Sous l'Occupation, elle avait été spoliée à un exploitant juif en novembre 1940 au profit de la Continental Films, société cinématographique française fondée par les Nazis. Mise sous séquestre à la Libération, la Continental Films est alors devenue une entreprise publique sous le nom d'Union Générale Cinématographie (UGC).
Dès sa création en 1958, la CFDC devient le distributeur exclusif des Actualités françaises. Pathé devient actionnaire en 1963.
Au tournant des années 1970, la CFDC connaît de multiples mouvements actionnariaux. UGC est privatisé en 1971. La participation des Films Sirius au sein de la CFDC est reprise par NEF Diffusion de Claude Nedjar. Pathé se retire du capital puis la Syerra (petite société formée par Nicolas Seydoux, Jean-Pierre Rassam et Jean Yanne en vue de racheter la Gaumont) devient coactionnaire de la CFDC.
En février 1976, Gaumont reprend les mandats de distribution des films Pathé, Sirius, UGC et Océanic Films au sein de la CFDC. La Syerra et NEF Diffusion quittent la société en mai 1976.
La marque CFDC subsistera jusqu'en 1979, uniquement sous la direction d'UGC. La société deviendra par la suite UGC Distribution en 1986, puis UGC Éditions en 2009, avant de fusionner définitivement avec sa filiale-mère UGC Images en 2016.

## Filmographie
- 1959 : La Dragée haute de Jean Kerchner
- 1959 : Nathalie, agent secret de Henri Decoin
- 1959 : Arrêtez le massacre de André Hunebelle
- 1959 : La Corde raide de Jean-Charles Dudrumet
- 1960 : Le Passage du Rhin de André Cayatte
- 1960 : Le Bal des espions de Michel Clément
- 1960 : La Brune que voilà de Robert Lamoureux
- 1960 : Les Mains d'Orlac de Edmond T. Gréville
- 1960 : La Millième Fenêtre de Robert Ménégoz
- 1961 : Les Ennemis de Édouard Molinaro
- 1961 : La Fille à la valise de Valerio Zurlini
- 1961 : La Loi des hommes de Charles Gérard
- 1961 : Le Cave se rebiffe de Gilles Grangier
- 1961 : Dans la gueule du loup de Jean-Charles Dudrumet
- 1961 : Les Nouveaux Aristocrates de Francis Rigaud
- 1962 : L'Abominable homme des douanes de Marc Allégret
- 1962 : Mathias Sandorf de Georges Lampin
- 1962 : La Dénonciation de Jacques Doniol-Valcroze
- 1962 : Le Dernier Quart d'heure de Roger Saltel
- 1963 : Les Veinards de Philippe de Broca, Jean Girault, Claude Pinoteau
- 1964 : Les Copains de Yves Robert
- 1964 : Cherchez l'idole de Michel Boisrond
- 1964 : Requiem pour un caïd de Maurice Cloche
- 1964 : À couteaux tirés de Charles Gérard
- 1964 : Tintin et les oranges bleues de Philippe Condroyer
- 1964 : Lucky Jo de Michel Deville
- 1965 : La Vieille Dame indigne de René Allio
- 1965 : Le Dimanche de la vie de Jean Vautrin
- 1965 : La Tête du client de Jacques Poitrenaud
- 1965 : Dernier Tiercé de Richard Pottier
- 1966 : Les Compagnons de la marguerite de Jean-Pierre Mocky
- 1966 : Le Caïd de Champignol de Jean Bastia
- 1966 : Un soir à Tibériade de Hervé Bromberger
- 1966 : Tant qu'on a la santé de Pierre Etaix
- 1966 : Les Cœurs verts de Édouard Luntz
- 1966 : Safari diamants de Michel Drach
- 1967 : Mouchette de Robert Bresson
- 1967 : Si j'étais un espion de Bertrand Blier
- 1968 : Sous le signe de Monte-Cristo de André Hunebelle
- 1968 : Les Biches de Claude Chabrol
- 1968 : La Femme écarlate de Jean Valère
- 1968 : La Femme infidèle de Claude Chabrol
- 1969 : Les Choses de la vie de Claude Sautet
- 1969 : Que la bête meure de Claude Chabrol
- 1969 : La Maison des bories de Jacques Doniol-Valcroze
- 1969 : Ma nuit chez Maud de Éric Rohmer
- 1969 : Les Chemins de Katmandou de André Cayatte
- 1970 : Vertige pour un tueur de Jean-Pierre Desagnat
- 1970 : Max et les Ferrailleurs de Claude Sautet
- 1970 : Léa l'hiver de Marc Monnet
- 1970 : La Rose écorchée de Claude Mulot
- 1970 : Alyse et Chloé de René Gainville
- 1971 : Le Petit Matin de Jean-Gabriel Albicocco
- 1971 : Le Saut de l'ange de Yves Boisset
- 1971 : Les Jambes en l'air de Jean Dewever
- 1971 : L'Audience de Marco Ferreri
- 1971 : Sacco et Vanzetti de Giuliano Montaldo
- 1971 : Un beau monstre de Sergio Gobbi
- 1971 : Qu'est-ce qui fait courir les crocodiles ? de Jacques Poitrenaud
- 1971 : La Veuve Couderc de Pierre Granier-Deferre
- 1972 : Liza de Marco Ferreri
- 1972 : R.A.S. de Yves Boisset
- 1973 : Touche pas à la femme blanche de Marco Ferreri
- 1973 : Les Chinois à Paris de Jean Yanne
- 1973 : La Grande Bouffe de Marco Ferreri
- 1973 : L'Ironie du sort de Édouard Molinaro
- 1973 : Lancelot du Lac de Robert Bresson
- 1973 : Il n'y a pas de fumée sans feu de André Cayatte
- 1973 : L'Horloger de Saint-Paul de Bertrand Tavernier
- 1973 : Le Concierge de Jean Girault
- 1974 : La Jeune Fille assassinée de Roger Vadim
- 1974 : Toute une vie de Claude Lelouch
- 1974 : Gross Paris de Gilles Grangier
- 1974 : Le Jeu avec le feu de Alain Robbe-Grillet
- 1974 : Le Pélican de Gérard Blain
- 1974 : Une femme fatale de Jacques Doniol-Valcroze
- 1974 : Général Idi Amin Dada de Barbet Schroeder
- 1974 : La République est morte à Diên Biên Phu de Jérôme Kanapa, Jean Lacouture, Philippe Devillers
- 1975 : Les Galettes de Pont-Aven de Joël Seria
- 1977 : La Vie parisienne de Christian-Jaque
- 1978 : Les Égouts du paradis de José Giovanni
- 1978 : Les Filles du régiment de Claude Bernard-Aubert
- 1979 : Ces flics étranges venus d'ailleurs de Philippe Clair